# Робер Мантран
Проф. Робѐр Мантра̀н (на френски: Robert Mantran) е френски историк и филолог – тюрколог, специалист по история на Османската империя. Кавалер на Ордена на почетния легион.

## Биография
Роден е на 19 декември 1917 година във френската столица Париж. Получава висше образование в Сорбоната и Висшето национално училище за съвременни източни езици (на френски: École nationale des Langues orientales vivantes). След дипломирането си през 1945 заминава за Истанбул, където работи във Френския археологически институт и в периода 1947 – 1952 преподава в лицея „Галатасарай“ (на турски: Galatasaray Lisesi).
В годините 1952 – 1955 е научен сътрудник във френския Национален център за научни изследвания (на френски: Centre national de la recherche scientifique; C.N.R.S.). Впоследствие е старши научен сътрудник в Института за академични изследвания на Тунис. След като се завръща във Франция, в периода 1961 – 1981 е професор в университета на Екс ан Прованс. Там води лекции по турски език и турска цивилизация. Паралелно с това, в годините 1965 – 1989 преподава история на Османската империя във Висшето национално училище за съвременни източни езици.
През 1963 г. защитава дисертационен труд в Сорбоната със заглавие „Истанбул през втората половина на XVII век. Есе за институционалната, икономическата и социалната история.“ (на френски: Istanbul dans la seconde moitié du XVlI siècle. Essai d'histoire institutionnelle, économique et sociale.). От 1972 е член на Френската академия. Като гост-професор изнася лекции в Лос Анджелис, Кайро и Мексико Сити. В периода 1980 – 1988 е председател на Международния комитет за предосмански и османски изследвания.
Умира на 24 септември 1999 година в Екс ан Прованс на 81-годишна възраст.

## Трудове
- Règlements fiscaux ottomans. Les provinces syriennes, Paris-Beyrouth, Maisonneuve/Imprimerie catholique, 1951 (в съавторство с Jean Sauvaget).
- Histoire de la Turquie, Paris, Presses universitaires de France, coll. „Que sais-je?“, 1952, nouv. éd., 1961, 1968, 1983, 1988 et 1993.
- Turquie, Paris, Hachette, 1955, nouv. éd. 1969.
- Trésors de la Turquie, Paris, Arthaud, 1959 (в съавторство с Michel de Saint Pierre).
- Inventaire des documents d'archives turcs du Dar El-Bey, Tunis, Paris, Presses universitaires de France, 1961.
- Istanbul dans la deuxième moitié du XVIIe siècle. Essai d'histoire institutionnelle, économique et sociale, Paris, Maisonneuve, 1962.
- Istanbul au siècle de Soliman le Magnifique, Paris, Hachette, coll. „La vie quotidienne“, 1965, nouv. éd., 1990.
- L'Expansion musulmane. VIIe-XIe siècles, Paris, Presses universitaires de France, 1969, nouv. éd., 1991, coll. „Nouvelle Clio“.
- L'Empire ottoman, du XVIe au XVIIIe siècle. Administration, économie, société, Londres, Variorum, 1984.

На български
- История на Османската империя. София: Рива, 1999, 821 с.